# تحت التأثير (فلم)
تحت التأثير (بالإنجليزية: under the influence) هو فيلم دراما أمريكي إنتاج عام 1986، من إخراج توماس كارتر وتأليف جويس بورديت وبطولة أندي جريفيث وسيزون هيلبي وبول بروفنزا.

## طاقم التمثيل
- أندي جريفيث في دور نوح تالبوت
- سيزون هيلبي في دور آن تالبوت سيمبسون
- بول بروفنزا في دور ستيفن تالبوت
- كيانو ريفز في دور إدي تالبوت
- دانا أندرسن في دور تيري تالبوت
- كاريو ساليم في دور جون سيمبسون
- ويليام ششاليرت في دور كيد
- ريتشارد لوسون في دور الدكتور دوران
- بادي إدواردز في دور إيف
- جويس فان باتن في دور هيلين تالبوت
- إيف سميث في دور السيدة كلارك
- سوزان روتان في دور السيدة مورغان
- داناي تورن في دور فلوزي
- جانيت روتبلات في دور سيفر
- جون زارتشن

## وصلات خارجية
تحت التأثير  في قاعدة بيانات الأفلام على الإنترنت (بالإنجليزية)